# Katharina von Luxemburg

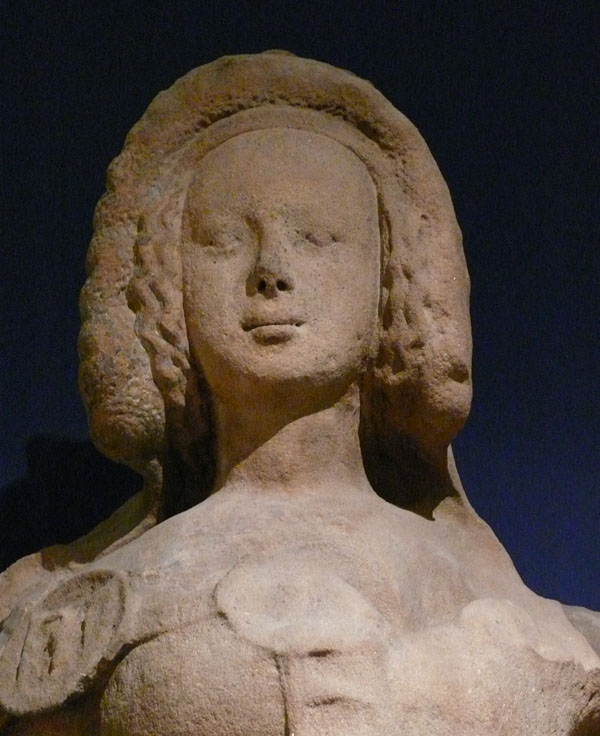
Katharina von Luxemburg (Stephansdom)

Katharina von Luxemburg oder Katharina von Böhmen (* 1342 in Prag; † 26. April 1395 in Wien, begraben im Stephansdom zu Wien) war eine Tochter von Kaiser Karl IV. aus dem Hause Luxemburg.
Sie war in erster Ehe von 1357 bis 1365 mit dem Habsburger Rudolf IV., seit 1358 Herzog von Österreich, verheiratet und dadurch von 1358 bis 1365 Herzogin von Österreich. In zweiter Ehe war sie von 1366 bis 1379 mit dem Wittelsbacher Otto V., Markgraf von Brandenburg, verheiratet und so von 1366 bis 1373/79 Markgräfin von Brandenburg. Beide Ehen blieben kinderlos.

## Leben

### Kindheit und Jugend, 1342 bis 1357
Katharina kam in der zweiten Jahreshälfte – möglicherweise am 19. August – des Jahres 1342 nach ihrer Schwester Margarethe (1335–1349) als zweites Kind des damaligen Markgrafen von Mähren, Karl von Luxemburg, und dessen erster Ehefrau Blanche von Valois, einer Tochter von Karl von Valois, in Prag zur Welt. Schon wenige Monate nach ihrer Geburt traten erstmals Kaiser Ludwig IV., der Markgraf von Meißen und der österreichischen Herzog Albrecht II. für ihre ebenfalls minderjährigen Söhne als Brautwerber auf.
Am 26. Mai 1348 leistete Albrecht II. in Brünn dem römischen König Karl IV. den Lehnseid. Beide verhandelten danach über den schon früher erwogenen Plan einer Heirat zwischen Katharina und dem Herzogssohn Rudolf. Albrecht II. verpflichtete sich, sein Bündnis mit dem ungarischen König Ludwig zu beenden und am 5. Juni 1348 belehnte Karl IV. den Herzog und seine Söhne mit den habsburgischen Ländern. Des Weiteren wurde an diesem Tag die erst sechsjährige Katharina mit dem achtjährigen Rudolf verlobt.
Im März 1353 richtete Karl IV. in Wien einen Fürstenkongress zur politischen Absicherung seines für 1355 geplanten Romzuges aus und Katharina begleitete ihren Vater nach Wien. Der zweifach verwitwete Karl verstand es, während des Aufenthaltes in Wien eine herzliche Beziehung zu seinem damals einzigen Kind aufzubauen und der politisch klugen Elfjährigen seine politischen Pläne zu vermitteln. Katharina blieb ihrem Vater zeitlebens in Liebe und Achtung verbunden.
Das Bündnis zwischen den Häusern Habsburg und Luxemburg wurde in Wien erneuert, am 13. Juli 1353 erfolgte die symbolische Vermählung von Katharina und Rudolf und beide Dynastien regelten ihre gegenseitige Erb- und Nachfolge.
Am 3. Juli 1357 heirateten Katharina und Rudolf in Prag. Jedoch schon nach wenigen Wochen musste Katharina das erste Mal zwischen ihrem Mann und ihrem Vater vermitteln, da sich Rudolf aufgrund der schleppenden Auszahlung von Katharinas Mitgift gegen den Kaiser stellte.

### Herzogin von Österreich, 1358 bis 1365
Rudolf IV., der Stifter, wurde 1358 Herzog von Österreich. Er ergriff sofort die Initiative, den Rang und das Ansehen seiner Familie mit dem Ehrentitel „Erzherzog“ zu festigen. Mit Hilfe des Privilegium maius – erst im 19. Jahrhundert als Fälschung erwiesen – versuchte Rudolf 1358/59 einen gleichwertigen Status mit den Kurfürsten zu erlangen. Rudolf legte Abschriften des Privilegium maius seinem Schwiegervater vor, der nach ausgiebiger Prüfung die Anerkennung verweigerte. Daraufhin konnten die drohenden kriegerischen Auseinandersetzungen zwischen den beiden Herrschern nur durch die kluge Vermittlung von Katharina verhindert werden. Der Kaiser übergab danach die umstrittenen Dokumente dem italienischen Humanisten Francesco Petrarca, der nach sorgfältiger Prüfung die Unhaltbarkeit verschiedener Behauptungen dem Kaiser bestätigte. Deswegen musste Rudolf IV. im Jahr 1361 den bereits offiziell geführten Titel eines Erzherzogs ablegen. Erst 1441 und 1453 erhalten die gefälschten Schriftstücke durch den Habsburger Friedrich III. ihre königliche und kaiserliche Bestätigung.
Rudolf IV. versuchte nach dem Tod des Wittelsbachers Meinhard III. im Januar 1363 Tirol in Besitz zu nehmen. Deswegen kam es zu erneuten Spannungen zwischen Karl IV. und seinem Schwiegersohn. Karl IV. befürchtete, dass seine politischen Pläne mit den Wittelsbachern gefährdet wären. Jedoch konnte Katharina auch in dieser Krise erfolgreich zwischen ihrem Vater und ihrem Ehemann vermitteln.
Bereits am 18. März 1363 unterschrieb der Kaiser einen Erbvertrag mit den brandenburgischen Wittelsbachern und am 10. Februar 1364 wurde Rudolf IV. in Brünn mit Tirol belehnt, was Stephan II. von Bayern
erst Jahre nach Rudolfs Tod 1369 anerkannte. Ebenso wurde in Brünn ein wechselseitiger Erbvertrag zwischen den Luxemburgern, Habsburgern und den ungarischen 
Anjous geschlossen, in dem die Entwicklung der späteren Donaumonarchie schon erkennbar wird. Aufgrund des Erbvertrages von 1364 konnte schließlich der österreichische Herzog Albrecht V. im Jahr 1437 den letzten Luxemburger Sigismund, Katharinas Halbbruder, beerben.
Am 27. Juli 1365 verstarb Rudolf IV. und Katharina kehrte wenig später zu ihrem Vater nach Prag zurück.

### Markgräfin von Brandenburg, 1366 bis 1373
Der Brandenburger Markgraf Otto V., aus dem Hause Wittelsbach, war aufgrund eines Erbschaftsstreites innerhalb der bayrischen Herrscherfamilie bereit, sich mit Karl IV. gegen seinen Bruder, Herzog Stephan II. von Bayern, zu verbinden, und der Kaiser nutzte die gegebene Chance, die Kurmark in seinen Herrschaftsbereich einzugliedern.
Am 19. März 1366 vermählten sich in Prag Otto V. und Katharina, die nur wegen der politischen Ziele ihres Vaters nach langem Zögern diese Ehe einging. Otto sollte ursprünglich Karls jüngere Tochter Elisabeth (1358–1373) heiraten, aber aufgrund des frühen Todes Rudolfs IV. beschloss der Kaiser, den Wittelsbacher mit seiner verwitweten älteren Tochter Katharina zu verheiraten. Am gleichen Tag fand aber auch die Vermählung zwischen Elisabeth, Ottos ehemaliger Braut, und Albrecht III., Herzog von Österreich, den jüngeren Bruder Rudolfs IV., statt, der am 26. März 1366 den Erbvertrag mit dem Haus Luxemburg bestätigte. Infolge dieser Prager Doppelhochzeit konnte Karl IV. seine Stellung im Reich erheblich festigen.
Otto V. übergab nach der Trauung seinem Schwiegervater die Verwaltung der durch Hungersnöte und Fehden verarmten Mark Brandenburg für sechs Jahre. Dadurch konnte Karl IV. seine in Schlesien und in der Oberlausitz gewonnene Position abrunden und zielstrebig mit seiner Expansion in den Norden beginnen. Otto V., den man aufgrund seiner, auch vom Kaiser auferlegten, Passivität „den Faulen“ nannte, blieb mit Katharina am Hofe seines Schwiegervaters in Prag und verkaufte Karl IV., dem König von Böhmen, im Jahr 1368 die Niederlausitz.
Im Januar 1369 begleitete Katharina ihren Vater nach Rom. Da Karl und seine Begleiter in Siena in die Kämpfe der Adels- und der Volkspartei gerieten, ordnete der Kaiser die Heimreise für seine Tochter Katharina sowie für seine Ehefrau Elisabeth von Pommern an.
Am 15. August 1373 erwarb Karl IV. von Otto V. für 500.000 Gulden die Mark Brandenburg. Otto V. wurde jedoch gestattet, weiterhin den Titel eines Markgrafen von Brandenburg zu führen. Ebenso durfte Katharina bis zum Tode ihres Mannes im Jahr 1379 den Titel einer Markgräfin von Brandenburg führen. Die Mark Brandenburg betrat Katharina allerdings nie.

### Letzte Jahre, Tod und Begräbnis, 1373 bis 1395

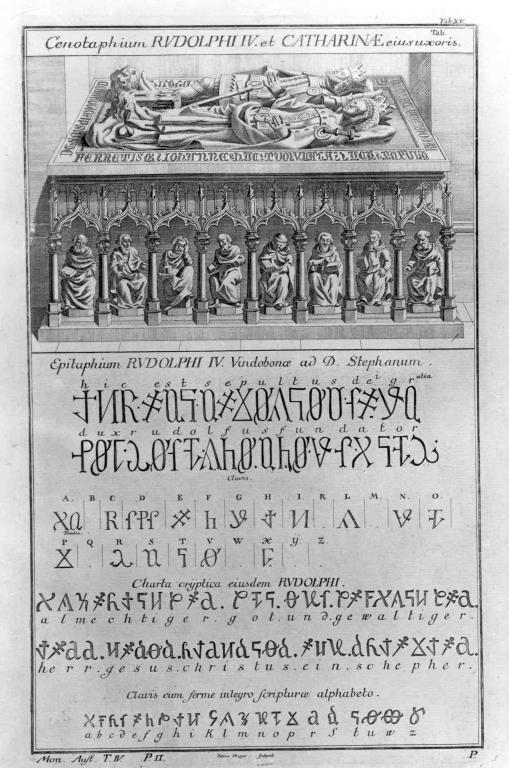
Alter Stich des Kenotaph für Herzog Rudolf IV. und seiner Gemahlin Katharina im Wiener Stephansdom. Unten ist die geheime Inschrift im Alphabetum Kaldeorum gezeigt.

Nach dem Verkauf der Mark Brandenburg lebte Katharina zeitweise mit ihrem Mann in München, jedoch immer häufiger bei ihrem Vater in Prag. Die Ehe zwischen Katharina und Otto verlief unglücklich, vor allem wegen der Kinderlosigkeit des Paares. Der Wittelsbacher warf Karl IV. vor, er habe ihn wissentlich mit einer unfruchtbaren Frau verheiratet, um den im Erbvertrag von 1363 geregelten Erbanfall der Mark Brandenburg an Böhmen zu beschleunigen.
Nach dem Tode Ottos im Jahr 1379 nahm Katharina ihren Witwensitz in Wien. Mit der Wahl ihres Witwensitzes wollte Katharina ihre Verbundenheit mit ihrem ersten Mann Rudolf IV. zeigen. Sie verzichtete außerdem auf den Titel einer Markgräfin von Brandenburg im Interesse der Politik ihrer Halbbrüder Wenzel und Sigismund.
Am 26. April 1395 verstarb die zurückgezogen lebende Katharina in Wien. Sie wurde an der Seite ihres ersten Mannes Rudolf in der Herzogsgruft im Stephansdom zu Wien begraben. Sie ist als Figur auf dem Kenotaph für Herzog Rudolf IV. im Wiener Stephansdom ewig ruhend neben ihm dargestellt, der Kenotaph ist jedoch leer.
Nachfolgende Zweifel werden jedoch von Richard Reifenscheid (siehe Literatur, Seite 50) geäußert:

„Ob Katharina von Luxemburg tatsächlich im Stephansdom in der Herzogsgruft beigesetzt wurde, ist strittig, da Katharina ihren Gemahl um 30 Jahre überlebte und nach seinem Tod in ihre Heimat zurückkehrte. Bei einer Öffnung der Gräber in der Herzogsgruft konnten fast alle dort Bestatteten nach den Inschriften auf den Bleikreuzen identifiziert werden. Der Beweis dafür, dass Katharina in der Herzogsgruft beigesetzt wurde, konnte nicht erbracht werden. Es wird auch angenommen, dass sich in dem Sarkophag die sterbliche Hülle der Beatrix von Nürnberg-Hohenzollern, der zweiten Gemahlin Herzog Albrechts III., befindet.“

Die steinernen Stifterfiguren von Rudolf IV. und seiner Gemahlin Katharina sind am Singertor des Stephansdom in Wien zu sehen.